# Gary Sinise
Gary Sinise (Blue Island, Illinois, 17 de març de 1955) és un actor i director, productor de cinema i músic estatunidenc.

## Biografia

### Carrera
Gary Allan Sinise és fill de Millie i Robert L. Sinise i va ser el gran de tres fills. Va créixer a Blue Island.
Des de jove, li és familiar el medi del 7è art, ja que el seu pare és muntador professional per a la televisió i el cinema. Els seus estudis no l'apassionaven, sempre va preferir la música. Toca en grups de rock, com a cantant i contrabaixista, passió que ha conservat encara avui.
A l'institut, un professor el convida a participar amb tres dels seus amics a l'obra West Side Story, proposició que accepta. Gràcies a aquesta interpretació, per al jove Gary Sinise s'obren les portes del teatre.
Al cinema, Gary Sinise comença a aparèixer gràcies a la seva interpretació de veterà del Vietnam a Forrest Gump. Després, ha encadenat segons papers a grans produccions, com Ràpida i mortal, Apol·lo 13,  Ransom ,  The Green Mile, Snake Eyes  o  Mission to Mars .
Però ha d'esperar molt de temps per fer-se realment famós, amb el seu paper de Mac Taylor a CSI: NY.

### Altres activitats

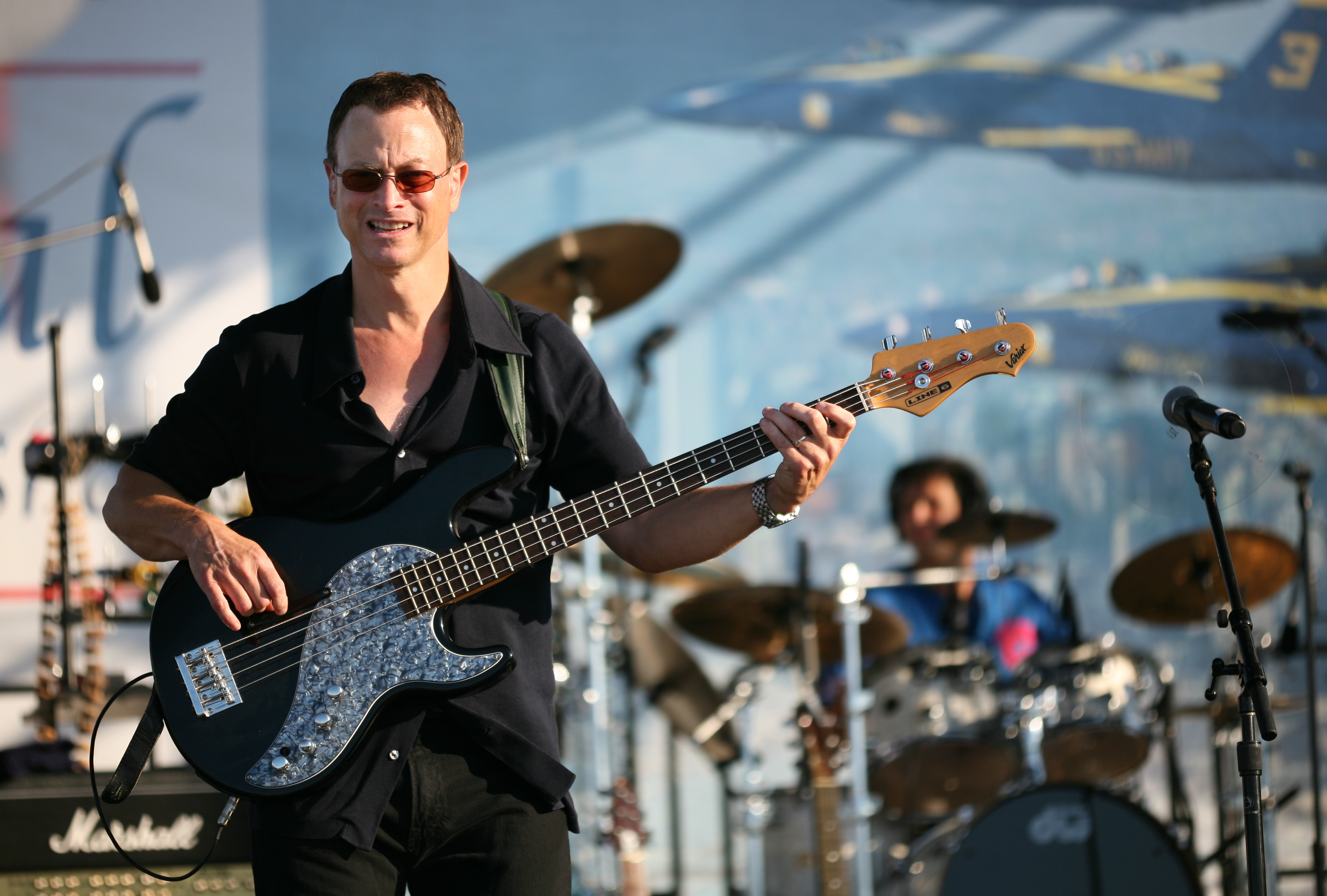
En escena, el 2008

Gary Sinise és membre d'un grup de músics, el  Lieutenant Dan Band , amb el qual han fet gires per donar suport als soldats americans a l'Iraq.
Està també molt compromès en obres benèfiques.
És el cofundador de l'organització benèfica OIC.
Gary Sinise políticament està afiliat al partit republicà, fundador del club conservador Friends of Abe  i un dels suports a Hollywood de John McCain a la campanya presidencial de 2008. Ha rebut la Presidential Citizen Medal el desembre de 2008. És igualment cofundador del Steppenwolf Theatre  de Chicago.
Està casat des de 1981 amb l'actriu Moira Harris que va conèixer a la universitat. Tenen tres fill: Sophie (1988), McCanna (1990) i Ella (1992). És molt amic de John Malkovich i Tom Hanks, que ha conegut a Chicago i amb qui ha treballat al Steppenwolf Theatre.

## Filmografia

### Com a actor
- 1992: A Midnight Clear (d'una novel·la de William Wharton): Keith Gordon
- 1992:  Homes i ratolins (Of Mice and Men): George Milton
- 1994: Forrest Gump (Robert Zemeckis): Tinent Dan
- 1994: The Stand (fulletó TV), de Stephen King): Stuart «Stu» Redman
- 1995: Ràpida i mortal (Sam Raimi): el marshal
- 1995: Apol·lo 13 (Ron Howard): Ken Mattingly
- 1995: Truman (TV): Harry Truman
- 1996: Albino Alligator (Kevin Spacey): Milo
- 1996: Rescat (Ransom) (Ron Howard): Detectiu James Shaker
- 1997: George Wallace (TV) (John Frankenheimer): George Wallace
- 1998: Snake Eyes (Brian De Palma): Comandant Kevin Dunne
- 1999: The Green Mile (Frank Darabont): Burt Hammersmith
- 1999: Spike Jonze: ell mateix (no surt als crèdits)
- 1999: Camins encreuats (It's the Rage) (James D. Stern i Keith Reddin): Morgan
- 1999: Mission to Mars (Brian De Palma): Jim Mc Connell
- 2000: Bruno (Shirley MacLaine): Dino Battaglia
- 2000: Gabriel Mercer de John Frankenheimer: Gabriel Mercer
- 2002: Gary Fleder (d'una novel·la de Philip K. Dick): Spencer Olham
- 2003: La taca humana (Human Stain) (d'una novel·la de Philip Roth): Nathan Zuckerman
- 2003: Fallen Angel (fulletó TV)
- 2004-2011: CSI: NY (sèrie TV): Mac Taylor
- 2004: Cop a Hawaii (The Big Bounce) de George Armitage: Ray Ritchie
- 2004: Misteriosa obsessió (The Forgotten) de Joseph Ruben: Dr. Munce
- 2004: The Big Bounce: Ray Ritchie
- 2005: Magnificent Desolation: Walking on the Moon 3D: Gene Cernan (veu)
- 2006: Open Season: Shaw (veu)
- 2011: None Less Than Heroes: The Honor Flight Story: Narrador
- 2011: Lt. Dan Band: For The Common Good: ell mateix
- 2014: Captain America: The Winter Soldier: narrador
- 2016: Beyond Glory: veu militar
- 2015: 13 reasons why

### Director
- 1990: Més enllà de l'ambició (Miles from Home)
- 1992:  Homes i ratolins (Of Mice and Men)

### Veu en una pel·lícula
- 2006: Posa la seva veu a Shank (un caçador) en el film d'animació Open Season.

## Premis i nominacions

### Premis
- 1995. Premi Saturn al millor actor secundari per Forrest Gump
- 1995. Premi Chlotrudis al millor actor secundari per Forrest Gump
- 1995. Premi NBR al millor actor secundari per Forrest Gump
- 1996. Globus d'Or al millor actor en minisèrie o telefilm per Truman[4]

- 1998. Emmy al millor actor en minisèrie o telefilm per George Wallace

### Nominacions
- 1988. Palma d'Or per Miles from Home
- 1992. Palma d'Or per  Homes i ratolins (Of Mice and Men)
- 1995. Oscar al millor actor secundari per  Forrest Gump
- 1995. Globus d'Or al millor actor secundari per Forrest Gump